# Google Hangouts
Google Hangouts är en kommunikationsplattform som utvecklats av Google som inkluderar snabbmeddelanden, videosamtal, SMS och IP-telefoni. Den ersätter tre meddelandetjänster som Google hade tidigare i olika tjänster, inklusive Google Talk, Google+ Messenger (tidigare: Huddle) och Hangouts, ett videochattsystem för närvarande i Google+.
Google Hangouts är delvis baserad på en teknik utvecklad i Luleå av företaget Marratech. Google köpte upp företaget i april 2007 och många av deras personal anställdes av Google.
En svensk undersökning genomförd 2020 visade att bland svenska internetanvändare använde 16 procent Google Hangout/Meet.